# Piper umbellatum
Espèce
Classification APG III (2009)
Synonymes
- Heckeria subpeltata (Willd.) Kunth
- Heckeria umbellata (L.) Kunth
- Lepianthes umbellata (L.) Raf.
- Lepianthes umbellata (L.) Raf. ex Ramamoorthy
- Peperomia umbellata (L.) Kunth
- Peperomia umbellata Miq.
- Piper peltatum Ruiz & Pav.
- Piper postelsianum Maxim.
- Piper subpeltatum Willd.
- Pothomorphe dombeyana Miq.
- Pothomorphe umbellata (L.) Miq.
- Pothomorphe umbellata
var. cuernavacana (C.DC.) Trel. & Yunck.
- Pothomorphe umbellata
var. glabra (C. DC.) Trel. & Yunck,[1]

Piper umbellatum (appelé quelquefois Bois d’anisette ou grand baume) est une espèce de plantes à fleurs de la famille des Piperaceae
C'est une plante herbacée ou un arbuste de 1 à 4 m de haut aux feuilles alternes, cordiformes pouvant atteindre 35 cm de diamètre, aux minuscules fleurs blanches en épis.
Originaire d'Amérique tropicale (Sud du Mexique jusqu'en Amérique du Sud et aux Antilles), on la trouve dans presque toutes les régions tropicales humides.
Elle est utilisée en médecine traditionnelle.